# Drino ampliceps
Drino ampliceps là một loài ruồi trong họ Tachinidae.